# Chusquea tenuiglumis
Chusquea tenuiglumis är en gräsart som beskrevs av Johann es Christoph Christian Döll. Chusquea tenuiglumis ingår i släktet Chusquea och familjen gräs. Inga underarter finns listade i Catalogue of Life.